# Leptodermis riparia
Leptodermis riparia är en måreväxtart som beskrevs av Richard Neville Parker. Leptodermis riparia ingår i släktet Leptodermis och familjen måreväxter. Inga underarter finns listade i Catalogue of Life.